# Asasjön, Småland
Asasjön är en sjö mellan de två kyrkbyarna Tolg och Asa i Växjö kommun i Småland och ingår i Mörrumsåns huvudavrinningsområde. Sjön är 13,7 meter djup, har en yta på 3,59 kvadratkilometer och befinner sig 165 meter över havet. Sjön avvattnas av vattendraget Lugnån. Vid provfiske har en stor mängd fiskarter fångats, bland annat abborre, björkna, braxen och gers. Genom en kanal har sjön förbindelse med Tolgasjön i söder som bland annat utnyttjas av Ångaren Thor.

## Delavrinningsområde
Asasjön ingår i delavrinningsområde (633323-143902) som SMHI kallar för Utloppet av Asasjön. Medelhöjden är 198 meter över havet och ytan är 21,73 kvadratkilometer. Räknas de 5 avrinningsområdena uppströms in blir den ackumulerade arean 124,19 kvadratkilometer. Lugnån som avvattnar avrinningsområdet har biflödesordning 2, vilket innebär att vattnet flödar genom totalt 2 vattendrag innan det når havet efter 137 kilometer. Avrinningsområdet består mestadels av skog (67 procent) och jordbruk (10 procent). Avrinningsområdet har 3,57 kvadratkilometer vattenytor vilket ger det en sjöprocent på 16,4 procent.

## Fisk
Vid provfiske har följande fisk fångats i sjön:
| - Abborre - Björkna - Braxen - Gärs - Gädda - Löja - Mört - Sandkrypare - Sarv - Sik - Siklöja | - Sutare |